# Igor Miśko
Igor Władimirowicz Miśko, ros. Игорь Владимирович Мисько (ur. 24 lipca 1986, zm. 6 lipca 2010) – rosyjski hokeista występujący w klubie SKA Sankt Petersburg. Przez całą karierę związany był z klubami z Sankt Petersburga. Zmarł niespodziewanie w wieku zaledwie 23 lat. Przyczyną śmierci była niewydolność serca. 9 lipca 2010 roku został pochowany w Kołpinie.

## Kariera klubowa
- Iżoriec Kołpino (2001–2003)
- Łokomotiw Sankt Petersburg (2003–2004)
- Spartak Sankt Petersburg (2004–2005)
- SKA Sankt Petersburg (2005–2010)